# Sri Lanka i olympiska spelen
Sri Lanka deltog vid för första gången i de olympiska sommarspelen 1948 i London. De har därefter deltagit i alla olympiska sommarspel sedan dess förutom 1976. De har aldrig deltagit vid de olympiska vinterspelen. Fram till och med 1972 hette landet Ceylon (CEY).
Sri Lanka har totalt vunnit två silvermedaljer, båda i friidrott 1948 och 2000.

## Medaljer
| Guld | Silver | Brons | Totalt antal medaljer |
| ---- | ------ | ----- | --------------------- |
| 0    | 2      | 0     | 2                     |

### Medaljer efter sommarspel
| Spel                     | Guld        | Silver      | Brons       | Totalt      |
| London 1948              | 0           | 1           | 0           | 1           |
| Helsingfors 1952         | 0           | 0           | 0           | 0           |
| Melbourne/Stockholm 1956 | 0           | 0           | 0           | 0           |
| Rom 1960                 | 0           | 0           | 0           | 0           |
| Tokyo 1964               | 0           | 0           | 0           | 0           |
| Mexico City 1968         | 0           | 0           | 0           | 0           |
| München 1972             | 0           | 0           | 0           | 0           |
| Montréal 1976            | Deltog inte | Deltog inte | Deltog inte | Deltog inte |
| Moskva 1980              | 0           | 0           | 0           | 0           |
| Los Angeles 1984         | 0           | 0           | 0           | 0           |
| Seoul 1988               | 0           | 0           | 0           | 0           |
| Barcelona 1992           | 0           | 0           | 0           | 0           |
| Atlanta 1996             | 0           | 0           | 0           | 0           |
| Sydney 2000              | 0           | 1           | 0           | 1           |
| Aten 2004                | 0           | 0           | 0           | 0           |
| Peking 2008              | 0           | 0           | 0           | 0           |
| Totalt                   | 0           | 2           | 0           | 2           |

### Medaljer efter sport
| Sport     | Guld | Silver | Brons | Totalt |
| Friidrott | 0    | 2      | 0     | 2      |
| Totalt    | 0    | 2      | 0     | 2      |